# Semiricinula squamosa
Semiricinula squamosa là một loài ốc biển, là động vật thân mềm chân bụng sống ở biển thuộc họ Muricidae, họ ốc gai.
Loài này phân bố ở vùng nông nhiều đá ở Ấn Độ Dương dọc theo Aldabra và Tanzania và ở hải vực Ấn Độ Dương-Tây Thái Bình Dương.